# Жирадков Олексій Іванович
Олексій Іванович Жира́дков (нар. 27 лютого 1901, Телєгіно — пом. 30 квітня 1992, Дніпропетровськ) — український радянський скульптор і педагог; член Організації молоді асоціації художників революції у 1927—1930 роках; Асоціації художників революції у 1930—1932 роках та Спілки радянських художників України з 1945 року. Батько скульптора Юрія Жирадкова.

## Біографія
Народився14 [27] лютого 1901 року в селі Телєгіному (нині Колишлейський район Пензенської області, Росія). У 1912 році закінчив трирічну земську школу. У 1921—1922 роках навчався на відділенні образотворчих мистецтв Червоноармійського університету в Тифлісі; у 1924—1928 роках — у Пензенському художньому училищі у Івана Горюшкіна-Сорокопудова. 1928 року був зарахований на скульптурне відділення Академії мистецтв у Ленінграді. Через кілька років її реорганізували в Інститут пролетарського образотворчого мистецтва з 4-річним терміном навчання. У 1932 році вступив до аспірантури. У 1933 року навчальний заклад реорганізували в Художній інститут живопису, скульптури та архітектури імені Іллі Рєпіна, куди він був зарахований на 4-й курс скульптурного факультету. Навчався у Матвія Манізера, Василя Симонова. Дипломну роботу — «В'язальниця снопів», захистив під керівництвом Олександра Матвєєва.
Одночасно з навчанням з осені 1932 року працював на Ленінградському порцеляновому заводі імені Михайла Ломоносова. З 1936 по 1941 та з 1946 по 1958 рік викладав у Дніпропетровському художньому училищі. Серед учнів: Волошин Георгій Сергійович, В'ялий Володимир Петрович, Ерліх Володимир Ісакович, Коптєв Анатолій Андрійович, Красняк Дмитро Никифорович, Красотін Микола Аркадійович, Левчук Георгій Петрович, Литвинов Володимир Олексійович, Носенко Іван Миколайович, Носенко Надія Сергіївна, Огій Степан Олександрович, Петренко Володимир Васильович, Рапопорт Берко Ізраїльович, Худас Михайло Миколайович.
Жив у Дніпропетровську, в будинку на вулиці Курчатова, № 4, квартира № 9. Помер у Дніпропетровську 30 квітня 1992 року.

## Творчість
У 1930 році, під час навчання, спробував свої сили у порцеляні. Взяв участь у конкурсі Россклофарфортресту на «сучасну масову продукцію», в якому отримав першу премію за сатиричну скульптуру із литого шлаку «Пуанкаре-війна та Папа Римський» (Пуанкаре — прем'єр-міністр Франції на той час). Це була його перша робота у порцеляні. Вона випускалася у 1930—1931 роках під час його виробничої практики на Дмитрівському порцеляновому заводі. Працюючи на Ленінградському порцеляновому заводі та вже пізніше для нього виготовив статуетки:
- «Ворошилівські стрілки» (1932);
- «Казахські партизани» (1933);
- «Прикордонник із собакою» (1936);
- «Іспанська дружинниця» (1937).

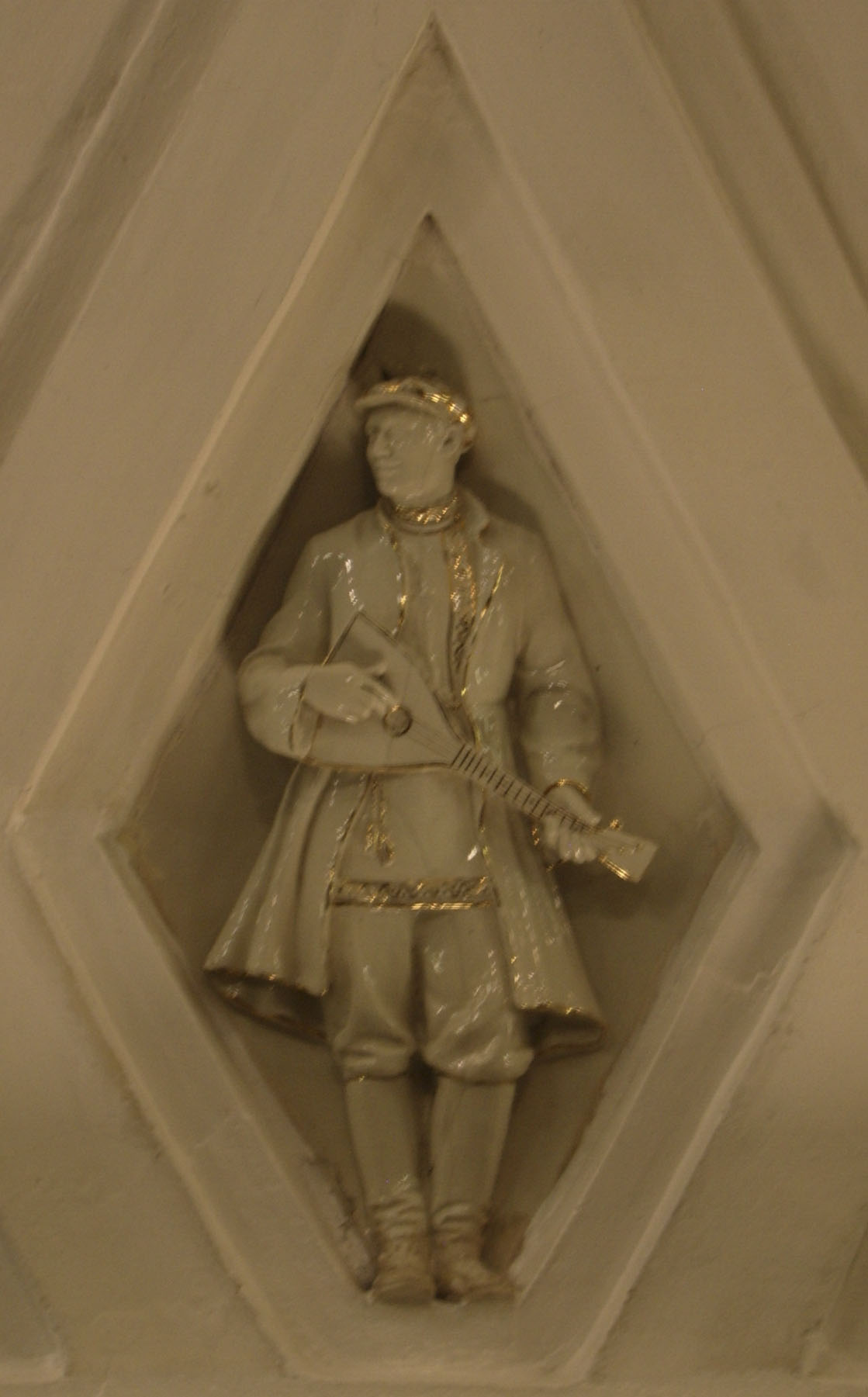
«Балалаєчник» на московській станції метро «Театральній».

У 1936 році його запросили виконати за ескізами Наталії Данько два барельєфи «Балалаєчник» і «Російська танцівниця» для станції московського метро «Площа Свердлова».
Працював у галузі станкової і монументально-декоративної скульптури. Серед робіт:
станкова скульптура
- «Доярка» (1938, гіпс;  Дніпровський художній музей);
- «Формувальник-ливарник» (1939, гіпс; Донецький художній музей);
- «Регулювальниця» (1947, гіпс);
- «Художник Михайло Панін» (1949, гіпс тонований; Дніпровський художній музей);
- «Володимир Ленін в Розливі» (1952, гіпс тонований);
- «Чабан» (1957, дерево; Дніпровський художній музей);
- «Формовщик-металург» (1958—1959, гіпс тонований, у співавторстві з Юрієм Жирадковим; Донецький художній музей);
- «На зорі» (1961, оргскло; Харківський художній музей);
- «Тарас Шевченко» (1961, гіпс тонований);
- «Олімпійська чемпіонка Людмила Лисенко» (1962—1963, чавун);
- «Портрет почесного металурга Г. Е. Гусака» (1963, гіпс, у співавторстві з Юрієм Жирадковим; Дніпровський історичний музей);
- «Пісня» (1964, оргскло, у співавторстві з Юрієм Жирадковим);
- «Герой Радянського Союзу Марія Байда» (1965, склобетон);
- «Володимир Ленін» (1967, чавун, граніт; у співавторстві з Степаном Огієм);
- «Карл Маркс» (1967, гіпс, у співавторстві з Юрієм Жирадковим);
- «Факіл безсмертя» (1968, склоцемент);
- «Матрос Железняков» (1969, гіпс, у співавторстві з Юрієм Жирадковим);
- «Металурги» (1970, у співавторстві з Юрієм Жирадковим; бетон, мармурова крихта);
- «Портрет капітана міліціяї Киселя» (1972, гіпс, у співавторстві з Юрієм Жирадковим);
- «Перша проба» (1974);
- «Марина» (1975);
- «Геракліт» (1976);
- «Доменщики» (1976).

пам'ятники

Погруддя Григорія Байди у Леськах.

- двічі Герою Соціалістичної Праці Григорію Байді у селі Леськах (1961, бронза, граніт);
- Володимиру Леніну у Дніпропетровську перед Будинком культури Ілліча (співатори скульптор Олександр Ситник, архітектор Дмитро Щербаков; демонтований у лютому 2014 року)[1];
- полеглим під час німецько-радянської війни льотчикам «Крило літака» у Дніпропетровську (1967, у співавторстві з Юрієм Жирадковим, архітектор Дмитро Щербаков; нержавіюча сталь, алюміній, залізобетон);
- загиблим в роки німецько-радянської війни в селі Булахівці (1967);
- матросу Железнякову у П'ятихатках (1971, у співавторстві).

Брав участь у всесоюзних мистецьких виставках з 1933 року, обласних — з 1939 року та республіканських — з 1947 року.

## Відзнаки
- Орден «Знак Пошани» (1960);
- Заслужений діяч мистецтв УРСР з 1972 року.